# Station Imperial Wharf
Imperial Wharf is een spoorwegstation van London Overground aan de West London Line in Londen. Het station is op 27 september 2009 geopend door toenmalig burgemeester Boris Johnson.
Het gebied rondom het station is herontwikkeld van een industriële bestemming naar appartementen. Zo staat het station naast het gelijknamige appartementencomplex Imperial Wharf met 1.800 appartementen. 

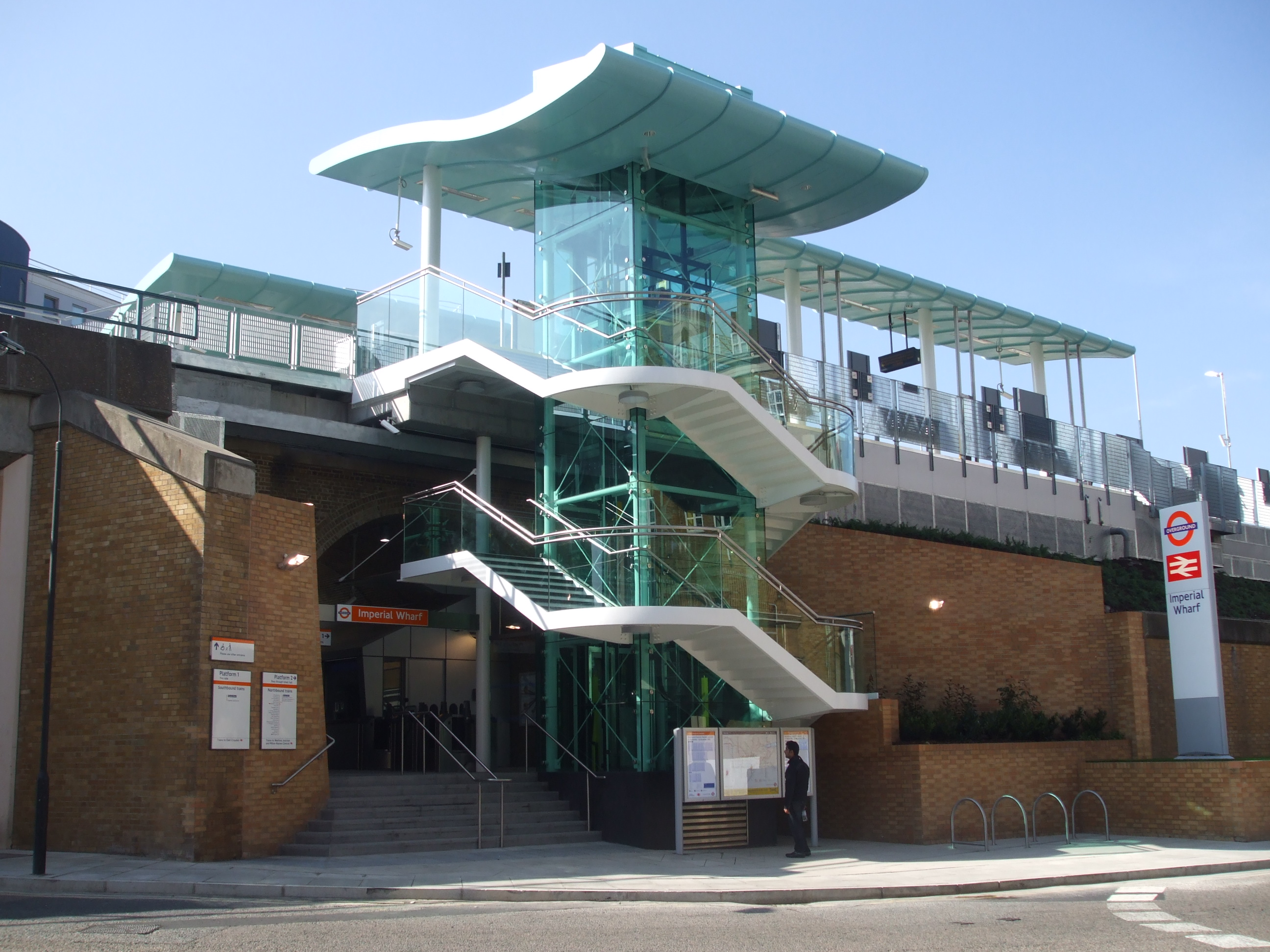
Oostzijde
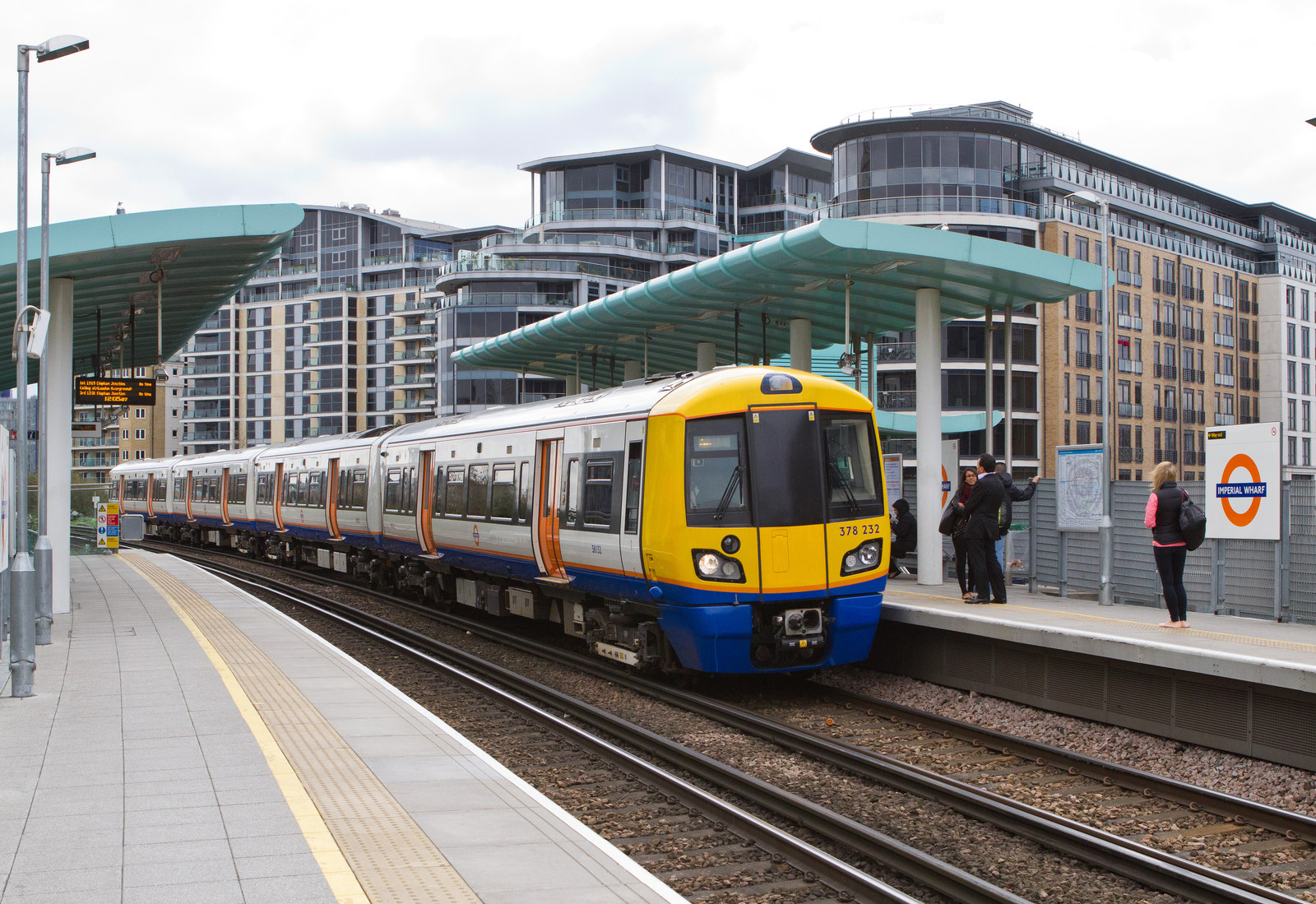
Appartementen bij het station